# Rossdienst
Rossdienst (auch Roßdienst) ist ein Begriff, der die Verpflichtung zum Wehrdienst umfasste.

## Beschreibung
Mit dem Rossdienst wurden im europäischen Mittelalter bis in die frühe Neuzeit hinein Lehensgüter und Landbesitzer zum Wehrdienst verpflichtet. Meist waren es diejenigen, die mehr als 40 Hufe besaßen, und infolgedessen beritten zum Kriegsdienst erscheinen oder im Kriegsfall ersatzweise einen bewaffneten Reiter in voller Rüstung stellen mussten.
Im Rechtswesen waren bei Verträgen, Lehensvereinbarungen, Grundstückgeschäften bestimmte Verpflichtungen zum Rossdienst bekannt. Bei Befreiungen vom Rossdienst von Gütern und Lehen (Liegenschaften und Pachtverträge) wurden diese auch als „sattelfrei“ („sattelfreyn guͤther“) bezeichnet. Neuere Forschungen sehen die Zuordnung des Rossdienstes eher im Landesrecht, statt wie zuvor allgemein beschrieben im Lehensrecht. In ökonomischem Sinne ist der Rossdienst ein Teil der Kriegswirtschaft.
Der Rossdienst hat Ähnlichkeit mit den sogenannten Hand- und Spanndiensten, verstand sich aber auf die Verpflichtung zur Teilnahme am Kriegs- und Wehrdienst im Sinne von Heerfahrt und Heerfolge mit eigener Ausrüstung.